# Антонян, Эмин Андраникович
Антонян Эмин Андраникович (род. 21 февраля 1982, «Ереван, респ. Армения) — бизнесмен, спортивный функционер. Коммерческий директор по развитию корпоративного и государственного сегментов, член правления ПАО МегаФон». Сооснователь Объединенной баскетбольной ассоциации (UBA).

## Образование
Первое высшее образование получил в Московском автомобильно-дорожном государственном техническом университете (МАДИ) по специальности «экономист-менеджер». Продолжил обучение в Московском государственном юридическом университете имени О.Е. Кутафина (МГЮА) по гражданско-правовому профилю юриспруденции и в Московской Академии предпринимательства при Правительстве Москвы (МосАП), где защитил диссертацию кандидата экономических наук. Получил степень MBA по финансам в Институте делового администрирования и бизнеса Финансового университета при Правительстве РФ.

## Работа в финансовой сфере, ИТ и телекоммуникациях
Около 15 лет работал в финансовой сфере: занимал различные должности в банках и консалтинговых компаниях («Московский банк реконструкции и развития», СДМ-Банк, «Юниаструм Банк», Международное объединение «Солев»), отвечал за разработку продуктов в международной платёжной системе Western Union.
В 2019-2020 гг. являлся вице-президентом «ИКС Холдинг» и генеральным директором компании «Криптонит».
В 2020 году был избран в совет директоров ПАО «МегаФон», в 2021 году назначен коммерческим директором по развитию корпоративного и государственного сегментов телеком-оператора, а также переведён из совета директоров в правление компании.

## Спортивная карьера
С 2008 г. является главным тренером и руководителем одного из самых титулованных клубов в любительском баскетболе России — БК «Московский», а также в 2010-2018 гг. возглавлял Московскую Баскетбольную Лигу (МБЛ) в качестве исполнительного директора, затем — президента. Руководил проведением Чемпионата города Москвы, Матчей Звёзд, СуперКубка Москвы и др.
В 2019 году выступил сооснователем Объединенной баскетбольной ассоциации (UBA).

## Киберспорт
С 2016 по январь 2023 года занимал пост генерального секретаря Федерации компьютерного спорта России.
С марта 2017 по январь 2023 года занимал пост председателя правления Федерации.
Способствовал наделению Федерации компьютерного спорта России правами и обязанностями общероссийской спортивной федерации по виду спорта «компьютерный спорт» (приказ Минспорта №618 от 05.07.2017 г.).
С 2018 по 2022 гг. возглавлял российский киберспортивный холдинг ESforce Holding в должности CEO.
С 2020 по ноябрь 2021 входил в правление Европейской федерации киберспорта (European Esports Federation, EEF) и был признан самым влиятельным человеком в киберспорте в СНГ по версии совместного рейтинга Forbes и Sports.ru.